# Stereonephthya armata
Stereonephthya armata is een zachte koraalsoort uit de familie Alcyoniidae. De koraalsoort komt uit het geslacht Stereonephthya. Stereonephthya armata werd in 1910 voor het eerst wetenschappelijk beschreven door Kükenthal. 